# Thrill Seekers (serie de televisión)

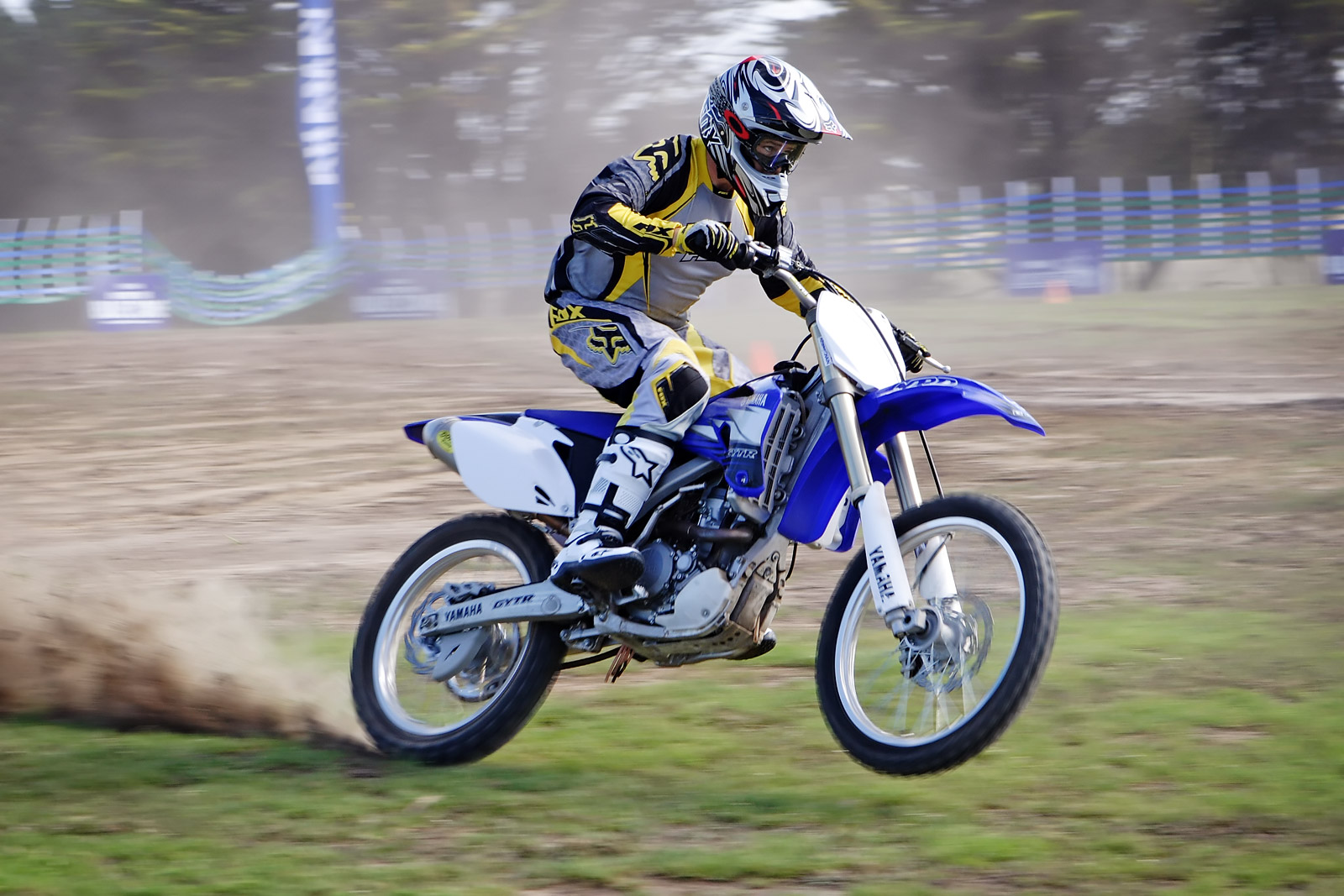
Un deporte considerado de riesgo: Motocross.

Thrill Seekers (El sabor del peligro o Los tres pies del gato en Hispanoamérica) fue una serie de televisión producido por Four Star Television entre 1973 y 1974. El programa era presentado por Chuck Connors y presentó gente que trabajaba como dobles en escenas peligrosas en películas y programas de televisión, así como en diversos espectáculos, deportes extremos, entrenamiento de animales salvajes y otras disciplinas de riesgo.

## Doblaje al español
| Personaje              | Actor Original (Estados Unidos) | Actor de doblaje (Hispanoamérica) |
| ---------------------- | ------------------------------- | --------------------------------- |
| Narrador y presentador | Chuck Connors                   | Benjamín Morales                  |